# Kasteel van De Most

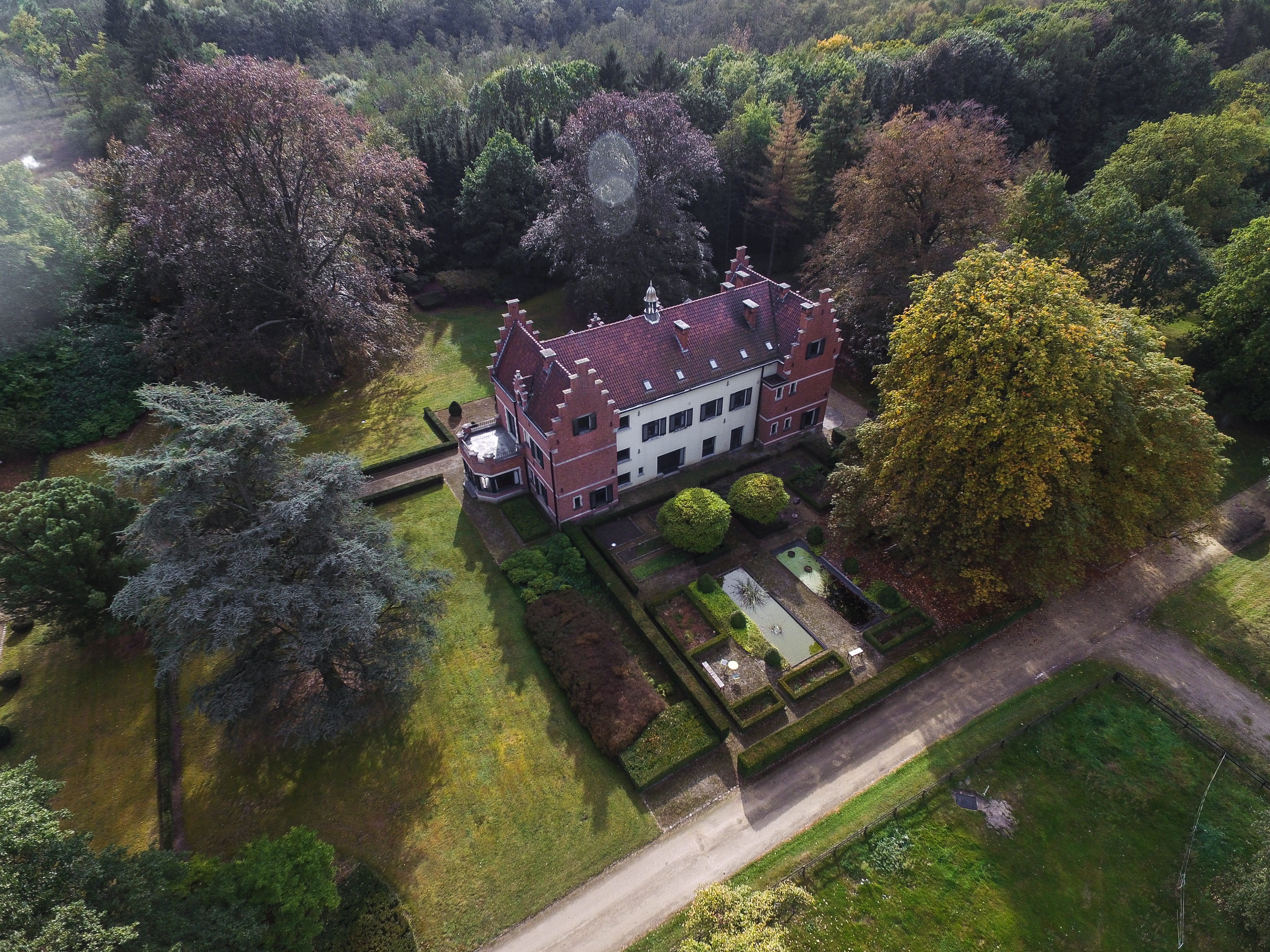
Kasteel De Most in 2016

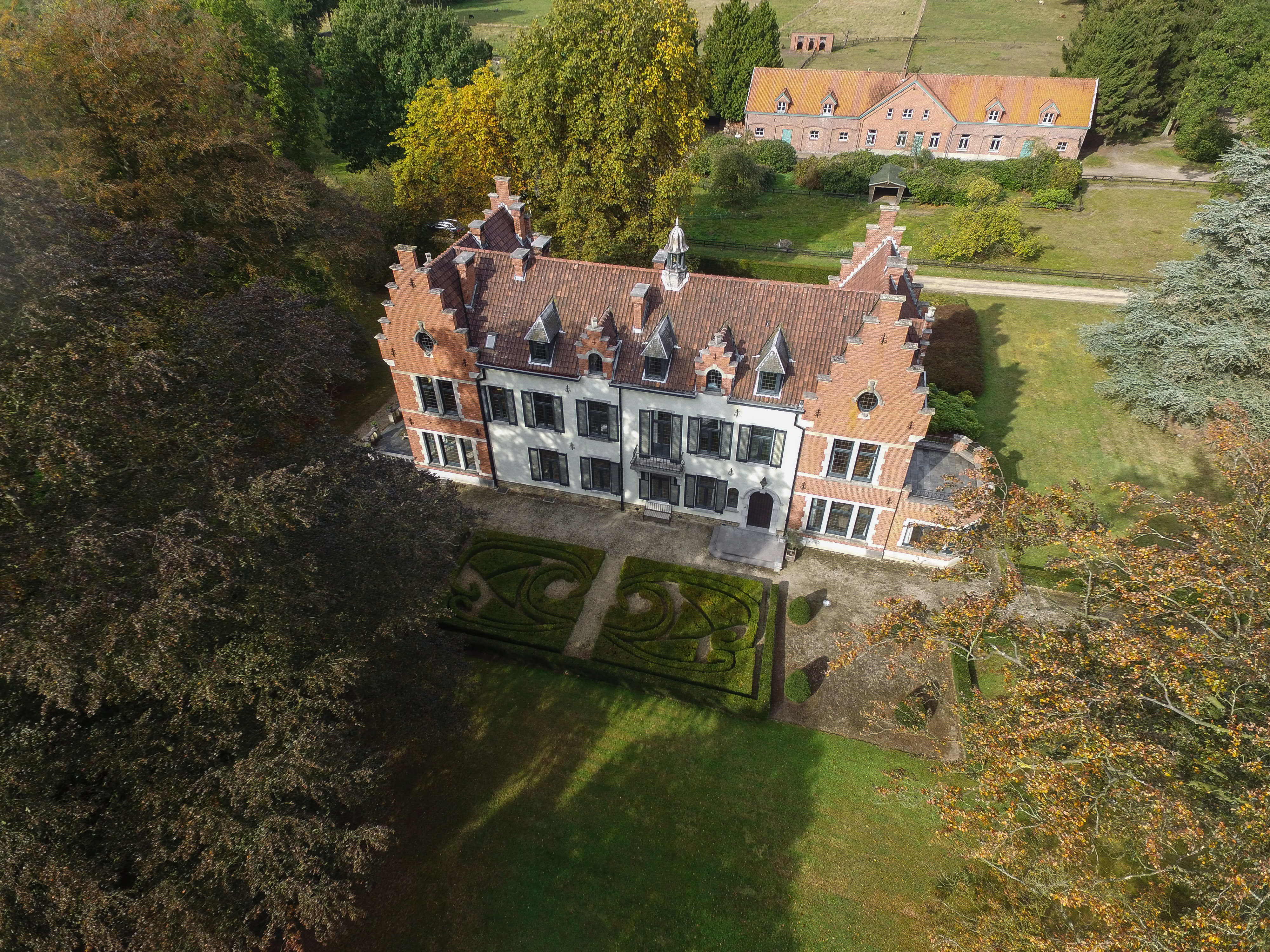
Het Kasteeltje van De Most in 2016

Het Kasteel De Most is een kasteel in de Antwerpse plaats Balen, gelegen aan De Most 4.
Het kasteel werd gebouwd in de periode 1876-1878 ter vervanging van een ouder buitenverblijf, genaamd Het Mosthuys. 
Bouwheer was de familie Delhasse d’Hauregard.  Zij waren de ontwerpers van het park en zorgden ook voor de verdere uitbouw van de vijvers en de dreven.
In 1899 erfde Fréderic Maximilien Jottrand, die getrouwd was met de dochter van de vorige eigenaar, het domein. Fréderic Jottrand was een zoon van Lucien Leopold Joseph Jottrand (1804 – 1877). Deze man was één van de grondleggers van de Belgische staat, mede-ontwerper van de Belgische vlag en voorvechter van het algemeen stemrecht.
Fréderic Jottrand was een geneesheer uit Sint-Joost-ten-Node waar hij burgemeester was van 1870 tot 1884. Het gezin had 4 kinderen waarvan beide dochters reeds op jonge leeftijd overleden. De tweede zoon was Lucien Gustave Jottrand', die schilder was en behoorde tot de Molse School van Jakob Smits. 
De Eerste Wereldoorlog had deze familie, en België in het algemeen, verarmd en daardoor kwam vanaf 1922 het domein uiteindelijk in handen van een Nederlandse familie, de familie Vilrokx.  Nederland had zich meer buiten het oorlogsgeweld kunnen houden, waardoor het meer kapitaalkrachtige inwoners had.
Vilrokx legde zich op zijn domein van ruim 330 hectare vooral toe op bosbouw om mijnhout te kunnen leveren aan de koolmijnen die in de twintiger jaren in volle expansie waren.  Rond deze tijd was het landhuis / kasteel nog steeds bekend onder de naam “Mosthuis”. 
Bij het overlijden in 1938 van “den Duc”, zoals Leonard Vilrokx bekend was bij zijn familie, kwam het domein “De Most” opnieuw in handen van een Nederlander, zijnde Bastiaan Barendinus Kalis.  
Deze man startte onmiddellijk met grondige verbouwingen en vergrootte het huis met een oostelijke vleugel en extra aanbouw. Het was rond deze tijd dat het huis zijn typische “kantelen” kreeg, waardoor de benaming Mosthuis in de volksmond stilaan veranderde naar de naam “Kasteeltje van De Most”.
Tijdens de Tweede Wereldoorlog deed het kasteel dienst als schuiloord voor het verzet, de zogenaamde Witte Brigade.  Op de rechterpijler van de toegangspoort werd later een granieten gedenkplaat aangebracht nadat de originele bronzen gedenkplaat in de zomer van 2020 gestolen werd en door “erfgoed Balen” onmiddellijk vervangen door de huidige gedenkplaat.
Rond 1975 werd door de erven Kalis bij middel van “PVBA De Most” getracht het domein te verkavelen, maar mede door het verzet van de inwoners van Balen ging dit plan niet door. 
Begin jaren '80 van de 20e eeuw was het kasteel volledig vervallen en regende het op verschillende plaatsen binnen. Rond deze periode overwinterde een circus op het domein. Na het definitieve faillissement van PVBA De Most werd het domein openbaar verkocht. Bij deze gerechtelijke verkoop werd het domein opgedeeld en kwam het kasteel in handen van immobiliën maatschappij De Venne NV.  Onder deze noemer bleef het kasteel tot 2016 eigendom van verschillende eigenaars, nu met een oppervlakte van ongeveer 3,5 hectare.
Begin jaren 1990 onderging het kasteel opnieuw een zeer grondige renovatie tot het in 2016 na een gerechtelijke verkoop in handen kwam van een private eigenaar.  
In februari 2017, dus een jaar later, verkocht deze eigenaar het kasteel aan de Familie Feyen - Wouters.  Feyen Johan, Wouters Karla en hun dochter Noortje Feyen renoveren en moderniseren het kasteel opnieuw volledig in de loop van de volgende 6 jaren. 
De benaming “Mosthuys” (later genoemd Mosthuis) en “Kasteeltje van De Most” staat vermeld op bijna alle burger en militaire landkaarten en dit reeds vanaf 1830 tot op heden ! Ook in de belangrijke Atlas der Buurtwegen van rond 1845 staat het “Mosthuis” vermeld.
Kasteel De Most is aangeduid als vastgesteld bouwkundig erfgoed en dit sinds 29 maart 2019. Het huis is nu in handen van privé-eigenaars en is niet publiek toegankelijk en/of te bezichtigen.